# Table Grove
Table Grove – wieś w Stanach Zjednoczonych, w stanie Illinois, w hrabstwie Fulton.